# Martin Eichhorn

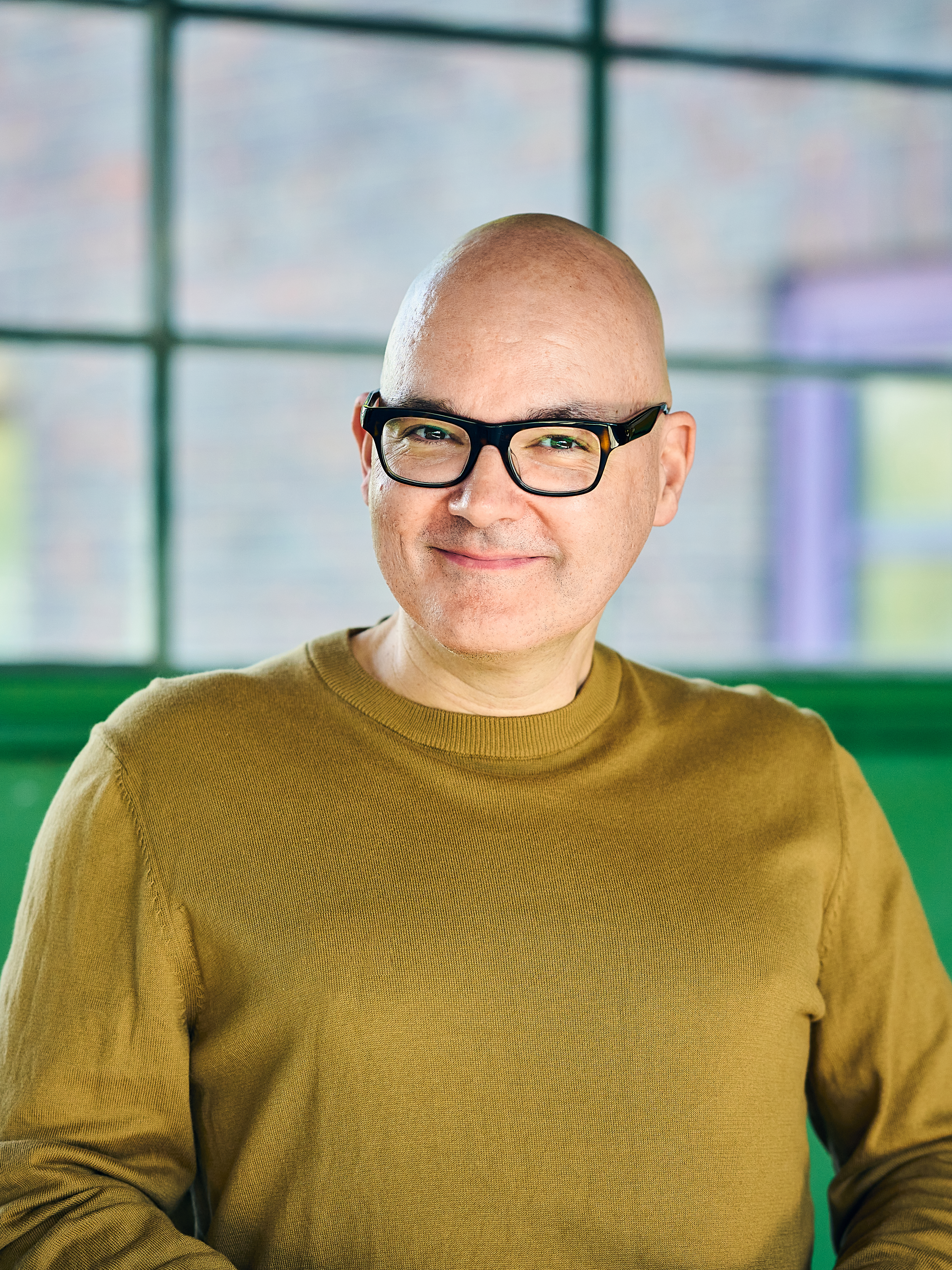
Martin Eichhorn (2023)

Martin Eichhorn (* 17. Januar 1969 in Berlin) ist ein deutscher Autor und Deeskalationstrainer.

## Leben
Martin Eichhorn kam 1969 in Berlin zur Welt und wuchs als Sohn eines Polizeibeamten in Berlin-Kreuzberg auf. Nach dem Abitur studierte er an der Freien Universität Berlin Linguistik, Philosophie und Bibliothekswissenschaft. Auf den Magister-Abschluss 1994 folgte an der Humboldt-Universität zu Berlin im Jahr 2002 seine Promotion mit einem literaturwissenschaftlichen Thema, Doktorvater war Hans-Albrecht Koch.
2005 legte er die bibliothekarische Staatsprüfung zum Assessor ab. Auf Basis der damit verbundenen Abschlussarbeit, seinen praktischen Erfahrungen in Bibliotheken, unter anderem in der Zentral- und Landesbibliothek Berlin und der Stadtbibliothek Neukölln, sowie einer sechsmonatigen Hospitation im Stab des Berliner Polizeipräsidenten legte er 2006 einen Leitfaden zur Deeskalation in Bibliotheken vor, der 2015 in dritter Auflage erschien. Seit 2006 gibt er Seminare zu diesem Thema und weitete Deeskalationstrainings und ‑seminare auf weitere Branchen aus, beispielsweise auf die Gesundheitswirtschaft. Hier ist er ebenfalls Autor beziehungsweise Mitautor von Praxisleitfäden. Er ist zudem als Experte Interviewpartner zum Thema Gewaltprävention und Deeskalation. Als Dozent beziehungsweise Lehrbeauftragter wirkte er mit diesen Themenschwerpunkten an der  Hochschule für Wirtschaft und Recht Berlin, der Universität Salzburg, der Universität Innsbruck, der Verwaltungsakademie Berlin und der Bildungsakademie Justizvollzug Berlin.

## Veröffentlichungen (Auswahl)

### Monografien
- Konflikt-  und Gefahrensituationen in Bibliotheken. Ein Leitfaden für die Praxis. Mit einem Geleitwort von Kriminalhauptkommissar von Strünck, Landeskriminalamt Berlin. Bock & Herchen, Bad Honnef 2006, ISBN 3-88347-246-8. [2. Aufl., 2007]. Dann de Gruyter/Saur Berlin 2015 [Hardcover], ISBN 978-3-11-037755-2; 2017 [Paperback], ISBN 978-3-11-037770-5.
- Gewaltprävention in der Arztpraxis. Der richtige Umgang mit schwierigen und gefährlichen Patienten. Deutscher Ärzte-Verlag, Köln 2009, ISBN 978-3-7691-3367-7.
- Kommste, willste, kriegste. Ein philosophischer Kriminalroman. Königshausen & Neumann, Würzburg 2004, ISBN 978-3-8260-2640-9.
- Kulturgeschichte der „Kulturgeschichten“. Typologie einer Literaturgattung. Königshausen & Neumann, Würzburg 2002, ISBN 978-3-8260-2341-5.
- Bauen in Schleswig-Holstein. 50 Jahre – eine baugeschichtliche Rundreise zwischen den Meeren. Herausgegeben vom Bauindustrieverband Schleswig-Holstein e.V., Wachholtz Verlag, Neumünster 1997, ISBN 978-3-529-05324-5.

### Artikel in Zeitschriften
Martin Eichhorn hat eine Reihe von Beiträgen in Zeitschriften für die Polizei, für Bibliotheken und für die Gesundheitsbranche publiziert.